# Vallières (Haïti)
Pour les articles homonymes, voir Vallières.
Vallières est une commune d'Haïti située dans le département du Nord-Est. Elle est le chef-lieu de l'Arrondissement de Vallières. Elle est située à 45 km au sud-est de la ville de Cap-Haïtien.

## Démographie
La commune est peuplée de 21 404 habitants(recensement par estimation de 2009).

## Administration
La commune est composée des sections communales de :
- Trois-Palmistes
- Écrevisse (ou Grosse-Roche ; dont le quartier « Grosse-Roche »)
- Corosse